# Zeltnera calycosa
Zeltnera calycosa là một loài thực vật có hoa trong họ Long đởm. Loài này được (Buckley) G. Mans. mô tả khoa học đầu tiên năm 2004.